# Damjan Vidmar
Damjan Vidmar, slovenski alpinist, * okoli 1961, † 4. september 1992, utonil v reki Kabeli Kola, Vzhodna Kumbhakarna, Nepal.